# National Women’s Soccer League 2013/College-Draft
Der NWSL-College-Draft 2013 wurde am 18. Januar 2013 im Rahmen der jährlichen NSCAA Convention in Indianapolis erstmals durchgeführt. Vertreter der acht an der Premierensaison der NWSL teilnehmenden Franchises konnten dort in vier Runden College-Spielerinnen unter Vertrag nehmen.

## Prozess
Die acht teilnehmenden Franchises wurden im Vorfeld der Veranstaltung in eine feste Draft-Reihenfolge gebracht, der alle Teams zustimmen mussten. Grundlage für diese Reihenfolge war die angenommene Spielstärke der ihnen im Rahmen der NWSL Player Allocation zugewiesenen Spielerinnenkader. Im Gegensatz zu ursprünglichen Überlegungen behielt man diese Reihenfolge in jeder Draft-Runde unverändert bei. Den Clubvertretern blieben in den ersten beiden Runden jeweils drei Minuten Bedenkzeit, in den beiden letzten Runden je fünf Minuten.

### Draftreihenfolge
1. Chicago Red Stars
2. Washington Spirit
3. FC Kansas City
4. Sky Blue FC
5. Boston Breakers
6. Western New York Flash
7. Seattle Reign FC
8. Portland Thorns FC

## Ergebnis

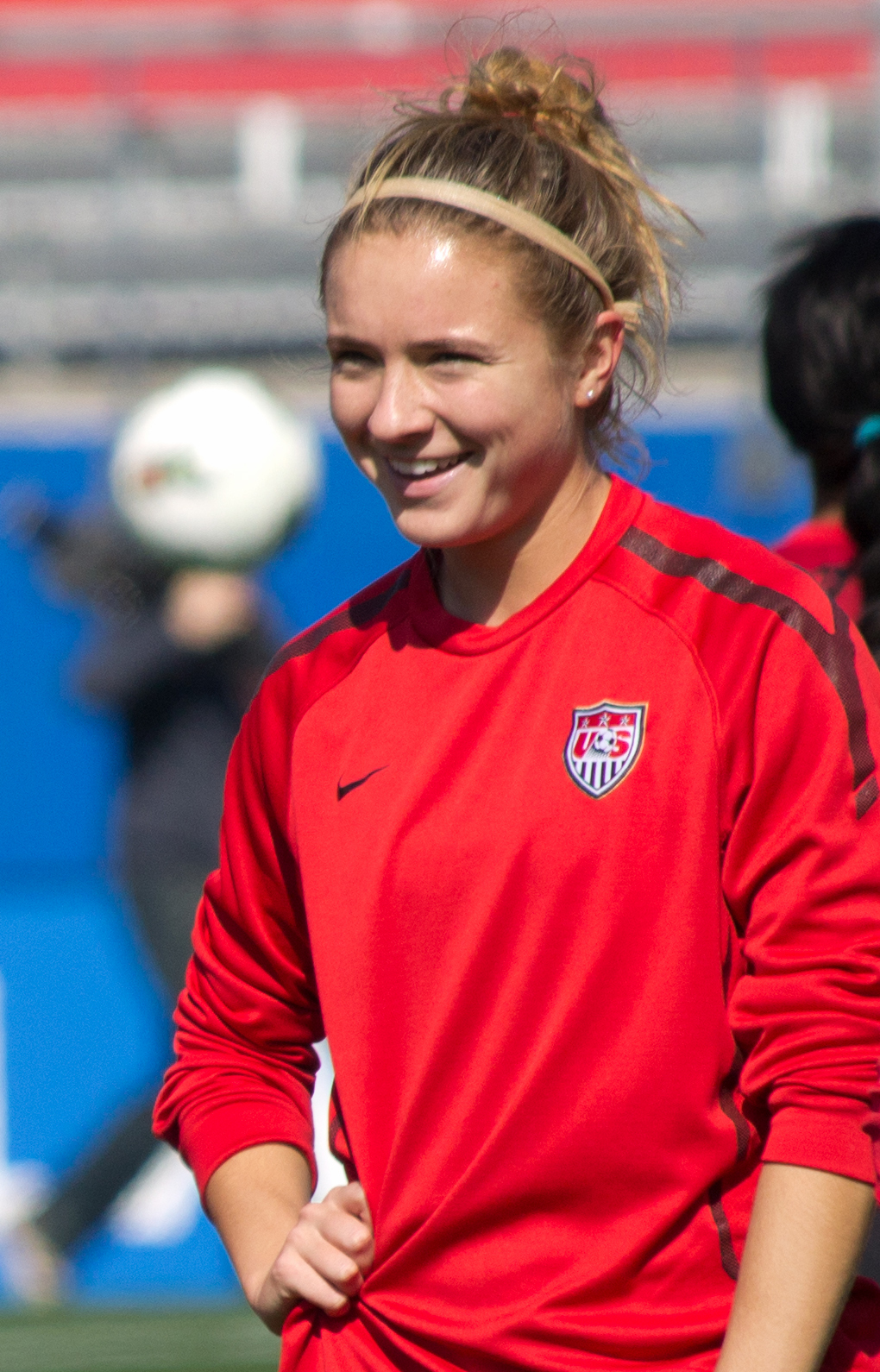
Kristie Mewis debütierte wenige Wochen nach dem College Draft 2013 in der US-Nationalmannschaft.

Zu jeder Spielerin ist das Collegeteam angegeben, für das sie in der Saison 2012 antrat.
|                        | 1. Runde                                 | 2. Runde                              | 3. Runde                                | 4. Runde                               |
| ---------------------- | ---------------------------------------- | ------------------------------------- | --------------------------------------- | -------------------------------------- |
| Chicago Red Stars      | Zakiya Bywaters UCLA Bruins              | Rachel Quon Stanford Cardinal         | Taylor Vancil Florida State Seminoles   | Jen Hoy Princeton Tigers               |
| Washington Spirit      | Tiffany McCarty Florida State Seminoles  | Caroline Miller Virginia Cavaliers    | Holly King Florida Gators               | Colleen Williams Dayton Flyers         |
| FC Kansas City         | Kristie Mewis Boston College Eagles      | Erika Tymrak Florida Gators           | Whitney Berry Kansas Jayhawks           | Nia Williams Missouri State Bears      |
| Sky Blue FC            | Lindsi Cutshall BYU Cougars              | Kendall Johnson Portland Pilots       | Ashley Baker Georgia Bulldogs           | Becky Kaplan Maryland Terrapins        |
| Boston Breakers        | Casey Short Florida State Seminoles      | Mariah Nogueira Stanford Cardinal     | Jo Dragotta Florida Gators              | Maddy Evans Penn State Nittany Lions   |
| Western New York Flash | Adrianna Franch Oklahoma State Cowgirls  | Amy Barczuk Colorado Buffaloes        | Vicki DiMartino Boston College Eagles   | Jackie Logue Wake Forest Demon Deacons |
| Seattle Reign FC       | Christine Nairn Penn State Nittany Lions | Mallory Schaffer William & Mary Tribe | Kristen Meier Wake Forest Demon Deacons | Haley Kopmeyer Michigan Wolverines     |
| Portland Thorns FC     | Kathryn Williamson Florida Gators        | Nicolette Radovcic UCF Knights        | Amber Brooks North Carolina Tar Heels   | Roxanne Barker Pepperdine Waves        |

## Folgen
Von der Möglichkeit, unmittelbar nach Ende des Drafts untereinander Spielerinnen zu tauschen, machte keines der beteiligten Franchises Gebrauch.
Die meisten Spielerinnen (vier) kamen vom Team der University of Florida, den Florida Gators. Von der Mannschaft der Florida State University, den Florida State Seminoles, kamen hingegen drei Spielerinnen. Unter den 32 verpflichteten Spielerinnen befanden sich mit Adrianna Franch, Taylor Vancil, Ashley Baker, Haley Kopmeyer und Roxanne Barker fünf Torhüterinnen.
Die Teams der NWSL hatten nach Abschluss des College Drafts einen Kader von elf Spielerinnen, davon sieben aus der NWSL Player Allocation. Zur Aufstockung der Mannschaftskader blieben in der Folge noch die Verpflichtung von bis zu vier vertragslosen Spielerinnen (sogenannte Free Agents), zudem wurde zum Abschluss der Kaderplanungen der sogenannte Supplemental-Draft abgehalten.
Amber Brooks unterschrieb noch im Januar einen Vertrag beim FC Bayern München und wechselte vor Saisonbeginn in der NWSL nach Deutschland. Whitney Berry und Jackie Logue wurden von ihren Vereinen im März 2013 ebenfalls noch vor dem ersten Saisonspiel freigestellt, um in den Kadern Platz für weitere Neuverpflichtungen zu schaffen.